# Acanthagrion peruvianum
Acanthagrion peruvianum är en trollsländeart som beskrevs av Emery Clarence Leonard 1977. Acanthagrion peruvianum ingår i släktet Acanthagrion och familjen dammflicksländor. IUCN kategoriserar arten globalt som livskraftig. Inga underarter finns listade i Catalogue of Life.